# Zygmunt Morozewicz
Zygmunt Morozewicz, ps. Zimnicki (ur. 28 kwietnia 1898 w Lubartowie, zm. 2 stycznia 1953 w Londynie) – pułkownik dyplomowany piechoty Wojska Polskiego, działacz niepodległościowy, kawaler Orderu Virtuti Militari.

## Życiorys
W czasie I wojny światowej, po złożeniu matury, wstąpił do Legionów Polskich. Służył w 1 pułku ułanów. Jako poddany Królestwa Polskiego odmówił złożenia przysięgi i 20 lipca 1917 roku został skierowany do obozu internowania w Szczypiornie. Pełnił wówczas służbę w szwadronie kadrowym, w stopniu starszego ułana.
3 maja 1922 roku został zweryfikowany w stopniu porucznika ze starszeństwem z dniem 1 czerwca 1919 roku i 1332. lokatą w korpusie oficerów piechoty, a jego oddziałem macierzystym był 8 pułk piechoty Legionów. W 1923 roku był oficerem sztabu pułkownika Władysława Bończa-Uzdowskiego, dowódcy piechoty dywizyjnej 3 Dywizji Piechoty Legionów w Zamościu, pozostając oficerem nadetatowym 8 pułku piechoty Legionów. 31 października 1923 roku został przydzielony do Wyższej Szkoły Wojennej w Warszawie, w charakterze słuchacza IV Kursu Normalnego. W trakcie studiów nadal pozostawał oficerem nadetatowym 8 pułku piechoty Legionów. 1 października 1925 roku, po ukończeniu kursu i otrzymaniu dyplomu naukowego oficera Sztabu Generalnego, został przeniesiony do Szkoły Podchorążych Piechoty w Warszawie. 3 maja 1926 roku został mianowany kapitana ze starszeństwem z dniem 1 lipca 1925 roku i 226. lokatą w korpusie oficerów piechoty. W maju 1926 roku, w czasie zamachu stanu, stanął po stronie marszałka Józefa Piłsudskiego. W 1928 roku służył w Biurze Ogólno Administracyjnym Ministerstwa Spraw Wojskowych w Warszawie. Z dniem 1 lutego 1929 roku został przeniesiony do 72 pułku piechoty w Radomiu z równoczesnym przydziałem do Szkoły Podchorążych Piechoty na okres czterech miesięcy. Następnie dowodził kompanią w 72 pułku piechoty. 1 czerwca 1930 roku został przeniesiony do Oddziału I Sztabu Głównego w Warszawie. 26 stycznia 1934 roku ogłoszono jego przeniesienie do dowództwa Brygady KOP „Podole” w Czortkowie na stanowisko szefa sztabu. 4 lutego 1934 roku został mianowany majorem ze starszeństwem z dniem 1 stycznia 1934 roku i 32. lokatą w korpusie oficerów piechoty. Na stopień podpułkownika został awansowany ze starszeństwem z 19 marca 1939 i 87. lokatą w korpusie oficerów piechoty. W tym czasie pełnił służbę w Centrum Wyszkolenia Piechoty w Rembertowie na stanowisku wykładowcy przedmiotu taktyka broni połączonych.
Do 7 października i od 15 listopada 1941 roku był kierownikiem wyszkolenia w Stacji Zbornej Oficerów Rothesay. W lipcu 1943 roku był II zastępca kwatermistrza Armii Polskiej na Wschodzie. W czasie kampanii włoskiej był I zastępcą kwatermistrza 2 Korpusu. W 1946 roku, w stopniu pułkownika, był dowódcą Rzutu Likwidacyjnego Dowództwa 2 Korpusu. Po powrocie do Wielkiej Brytanii został prezesem Polskiego Białego Krzyża w Londynie i założycielem polskiego osiedla w Penrhos.
Zmarł 2 stycznia 1953 roku w Londynie. Został pochowany na tamtejszym Cmentarzu Brompton. Obok niego spoczywa Jadwiga z Łozińskich primo voto Makłowicz secundo voto Morozewicz (1912–2000), pułkownik Pomocniczej Służby Kobiet, harcmistrz Rzeczypospolitej, więzień łagrów sowieckich, działaczka społeczna i niepodległościowa, w 1989 odznaczona Krzyżem Komandorskim Orderu Odrodzenia Polski. Bezpośrednio przed wybuchem II wojny światowej Jadwiga wyszła za mąż za Waleriana Makłowicza (1908–1940), podporucznika piechoty rezerwy Wojska Polskiego, zamordowanego w Charkowie.

## Ordery i odznaczenia
- Krzyż Srebrny Orderu Wojskowego Virtuti Militari nr 10447[24]
- Krzyż Niepodległości – 2 sierpnia 1931 „za pracę w dziele odzyskania niepodległości”[25][1][26]
- Krzyż Walecznych[18]
- Srebrny Krzyż Zasługi – 10 listopada 1928[27]
- Krzyż Oficerski Orderu Imperium Brytyjskiego